# Ashmore Reef National Nature Reserve and Cartier Island Marine Reserve

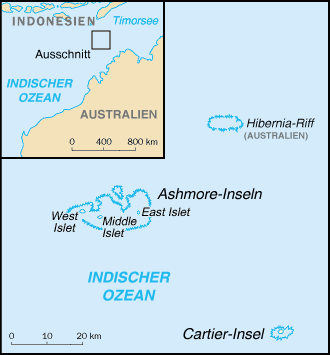
Lagekarte

Die Ashmore Reef National Nature Reserve und Cartier Island Marine Reserve sind zwei Meeresschutzgebiete, die sich am nordwestlichen Schelf Australiens im Indischen Ozean befinden.
In diesen Schutzgebieten liegen die Ashmore- und Cartierinseln, ein Australisches Außengebiet, etwa 340 Kilometer vor der nordwestlichen Küste des australischen Kontinents und etwa 160 Kilometer südwestlich des indonesischen Teils der Insel Timor. Die Inseln und Riffe sind unbewohnt.
Das in diesen Reservaten befindliche Ashmore Reef wird mit 13 vorkommenden Seeschlangenarten als das  Kingdom of the Sea Snakes (deutsch: Königreich der Seeschlangen) bezeichnet, weil sich dort die meisten Seeschlangenarten der Erde befinden.

## Schutzgebiete
Das Ashmore Reef National Nature Reserve (Ashmore-Schutzgebiet) befindet sich 840 km westlich von Darwin, 610 km nördlich von Broome in Western Australia und 110 km südlich der indonesischen Roti-Insel. Innerhalb des 583 km² großen Reservats Ashmore befinden sich drei kleine Inseln, die East, Middle und West Island, die insgesamt 61 ha Land bedecken. Die größte ist etwa einen Kilometer lang.
Das Cartier Island Marine Reserve (Cartier-Schutzgebiet) liegt 45 km südöstlich des Ashmore Reefs und bedeckt eine Fläche von 167 km². Die darin befindliche Cartier-Insel ist ohne Vegetation.
Das Ashmore-Schutzgebiet ist in zwei Schutzzonen geteilt, das Cartier-Schutzgebiet besteht nur aus einer Schutzzone.
Beide Meeresschutzgebiete bieten Lebensraum für zahlreiche Seeschlangen, Dugongs, riffbildende Korallen, Fische und Wirbellose sowie Nistgelegenheiten für Seevögel und Meeresschildkröten. Das Ashmore-Schutzgebiet ist seit 2003 nach der Ramsar-Konvention anerkannt.

## Geschichte
Indonesische Fischer kamen in dieses Gebiet seit dem frühen 18. Jahrhundert, sie pflanzten die Kokospalmen auf den Inseln, nahmen auf Ashmore Reef Trinkwasser auf und fischten Seegurken, Muscheln und Fische, jagten Meeresschildkröten, Seevögel und sammelten Fischeier. Im November 1974 vereinbarten Australien und Indonesien ein Memorandum of Understanding, das den traditionellen Fischern den partiellen Zugang zur West Island erlaubt, um Trinkwasser aufzunehmen, die Gräber ihrer Ahnen aufzusuchen oder um Schutz zu finden.
Benannt ist das Ashmore Reef nach Samuel Ashmore, dem Kommandanten des Schiffes Hibernia, der es am 11. Juni 1811 erreichte. Das nordwestlich gelegene Hibernia-Riff erhielt den Namen des Schiffes.
Während der 1850er Jahre jagten amerikanische Walfänger in diesem Gebiet, und in der Mitte des 19. Jahrhunderts wurde auf West Island Guano abgebaut.

## Fauna und Flora
Die marine Umwelt im Ashmore-Schutzgebiet ist durch zwei große Lagunen, wechselnde aus Kalksteinschutt bestehende Sandbänke, veränderliche sandige Eilande und große Riffbänke gekennzeichnet.
Das Cartier-Schutzgebiet weist ein voll entwickeltes abgeflachtes Riff mit zwei Untiefen auf. An den Fronten der Riffe Ashmore und Cartier lebt eine große Anzahl von Stein- und Weichkorallen, Gorgonien und Schwämmen.
In den Schutzgebieten gibt es große Areale, die von Seegräsern bewachsen sind, in denen Dugongs und Seeschlangen schwimmen. In den Wassern über den kalksandigen Meeresböden befinden sich die Lebensräume für Dugongs, Meeresschildkröten, Stachelrochen,  Stachelhäuter, Muscheln, Krebstiere und Vögel. In den Lagunen im Ashmore-Schutzgebiet leben Korallen, Schwämme, Einsiedlerkrebse und zahlreiche Seegurken, Stachelhäuter, Muscheln und Vielborster auf und unter den Sanden.
Die Inseln West, Middle und East im Ashmore-Schutzgebiet sind mit Büschen und Gras bewachsen, die in der Regenzeit ergrünen und in der Trockenzeit verdorren. Die Inseln bilden ein bedeutendes Habitat für See- und Wandervögel sowie Meeresschildkröten. Die vegetationslose Cartierinsel dient der großen Population von Meeresschildkröten zur Eiablage.
78 Vogelarten wurden im Ashmore-Schutzgebiet gezählt, davon 17 Arten als Brutvögel. Unter den 78 Vogelarten sind 35 Arten, die nach internationalen Regeln zwischen Australien, China, Japan und Korea anerkannt schützenswert sind. Die Vogelkolonien der Rußseeschwalbe und der Noddi-Seeschwalbe belaufen sich auf 50.000 brütende Paare, während die Seidenreiher, Riffreiher, Weißkappennoddis, Schlankschnabelnoddis, Weißschwanz-Tropikvögel und Rotschwanz-Tropikvögel kleinere Kolonien bilden.
Das Ashmore- und Cartier-Schutzgebiet weist 255 Arten von riff- und nichtriffbildenden Korallen auf und ist damit das artenreichste Riff an der Küste von Western Australia. Drei Muschelarten im Ashmore-Schutzgebiet sind endemisch (Amoria spenceriana, Cymbiola baili und Conus morrisoni), und es wurden 650 Fischarten gezählt.
Schätzungsweise leben in beiden Schutzgebieten etwa 11.000 Meeresschildkröten, darunter die Suppenschildkröte, Unechte Karettschildkröte und Echte Karettschildkröte, wobei sich die Population der Suppenschildkröte in den Schutzgebieten von Ashmore und Cartier von den anderen zwei Populationen in Western Australia genetisch unterscheidet. Ferner leben im Ashmore-Schutzgebiet etwa 50 Dugongs, die sich von denen der australischen Population unterscheiden; inwieweit sie anderen Populationen dieses Meeresraum zugehörig sind, ist nicht erforscht.
In Ashmore- und Cartier-Schutzgebiet befindet sich die größte Population von Seeschlangen der Welt, im Jahr 2000 wurden etwa 40.000 Exemplare gezählt. Unter den 13 Seeschlangenarten des Meeresparks sind drei endemisch.

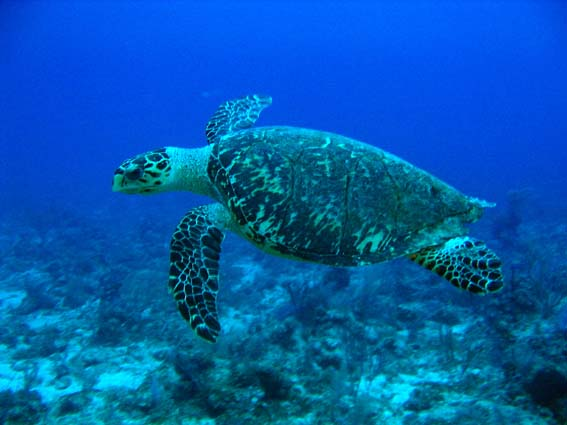
Unechte Karettschildkröte
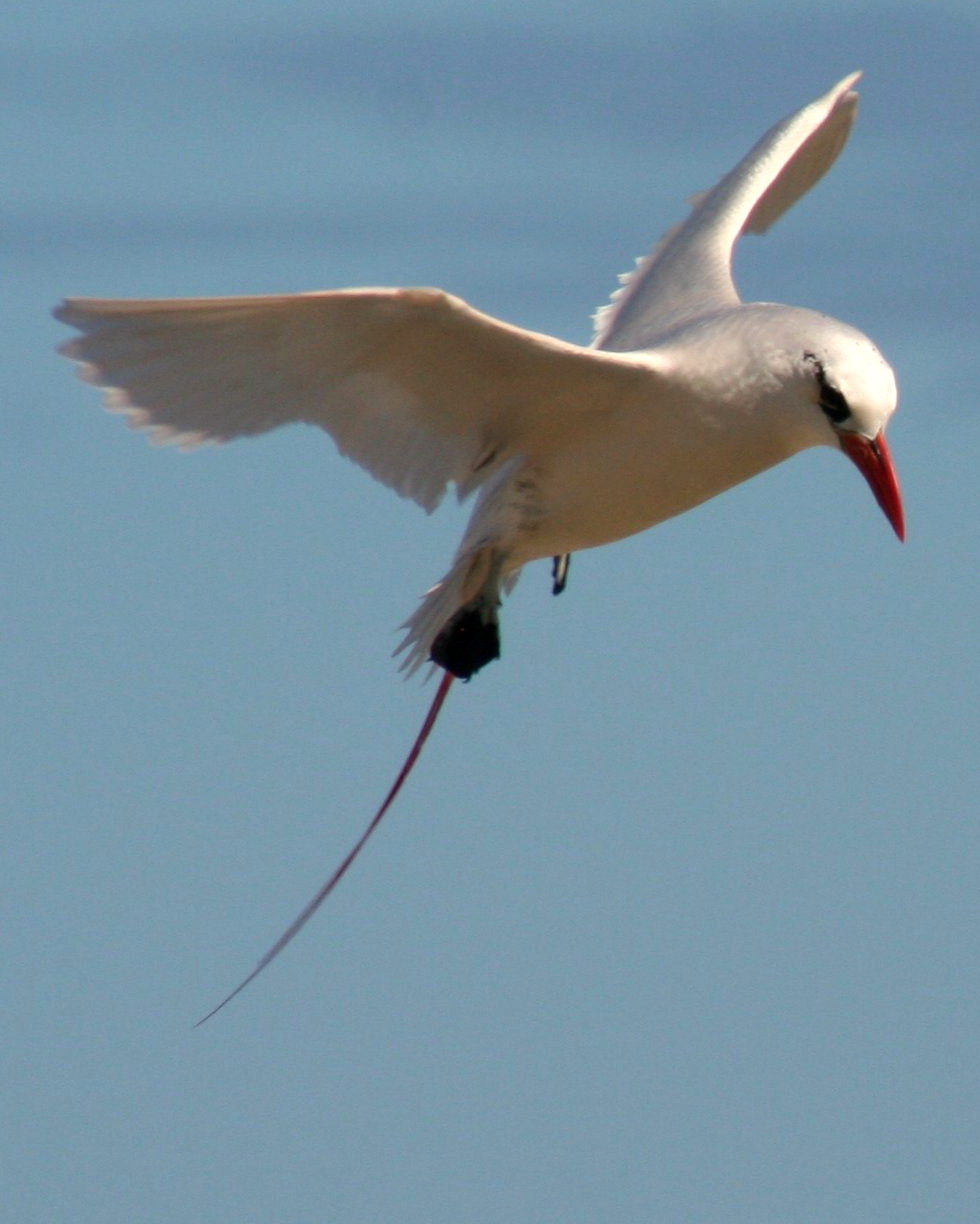
Rotschwanz-Tropikvogel
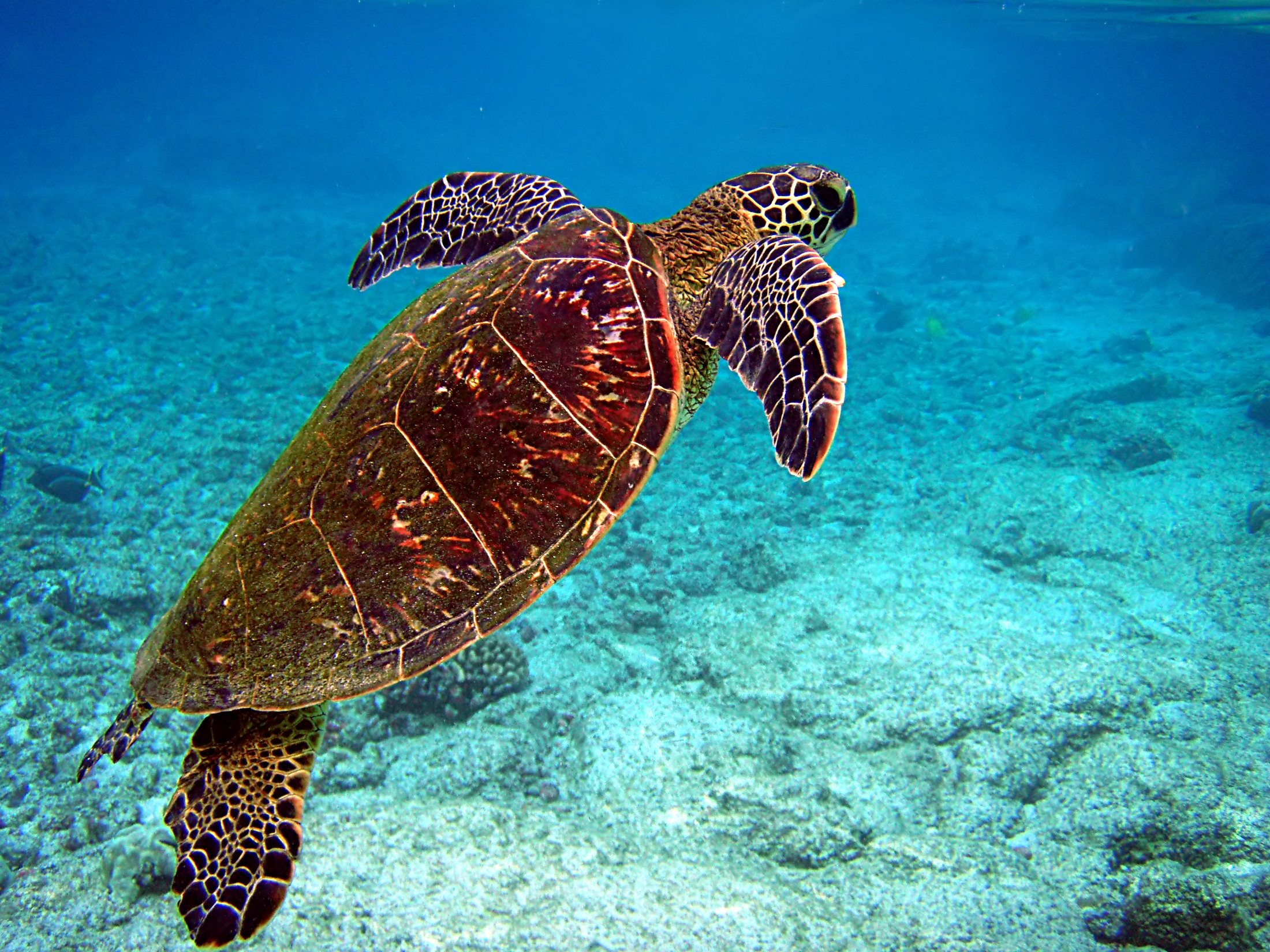
Suppenschildkröte